# Marek Mazanec
Marek Mazanec, född 18 juli 1991, är en tjeckisk professionell ishockeymålvakt som spelar för Tampa Bay Lightning i NHL.
Han har tidigare spelat på NHL-nivå för Vancouver Canucks, New York Rangers och Nashville Predators och på lägre nivåer för Utica Comets, Hartford Wolf Pack och Milwaukee Admirals i AHL samt HC Škoda Plzeň i Extraliga.

## Klubblagskarriär

### NHL

#### Nashville Predators
Mazanec draftades i sjätte rundan i 2012 års draft av Nashville Predators som 179:e spelare totalt.

#### New York Rangers
Han skrev som free agent på ett ettårskontrakt med New York Rangers den 5 december 2017, och förlängde kontraktet med ett år den 7 juni 2018.

#### Vancouver Canucks
Den 12 februari 2019 tradades han till Vancouver Canucks i utbyte mot ett val i sjunde rundan i NHL-draften 2020.
Under NHL-draften 2019, den 22 juni 2019, tradades han till Tampa Bay Lightning tillsammans med ett val i tredje rundan i NHL-draften 2019 (Hugo Alnefelt) och ett val i första rundan i NHL-draften 2020, i utbyte mot J.T. Miller.